# José Barroeta
José Barroeta (Pampanito, Trujillo, 1942-2006), conocido como Pepe Barroeta, fue un ensayista, abogado, profesor y poeta venezolano.

## Biografía
Graduado como Abogado y Doctor en Literatura Iberoamericana, se desempeña como profesor del área de Literatura Hipanoamericana y Venezolana en la Escuela de Letras de la Universidad de Los Andes. Figura destacada en la creación literaria venezolana, participó como miembro de los grupos literarios "Tabla Redonda", "En Haa", "Trópico Uno", "La Pandilla Lautréamont", "Sol cuello cortado" entre otras. Lubio Cardozo en su "Estructura Lírica de José Barroeta", que sirve de prólogo a la antología "Obra poética 1971-1996", señala  el carácter fáustico que acompaña su obra postrimera "Culpas de Juglar", y cómo el lenguaje ódico "se ha creado de una adusta melancolía" en la cual el poeta ya no celebra ser el "gran príncipe silvestre de los bosques y ríos de la adolescencia" sino un "rey que rememora". José Barroeta, poeta de entrañable riqueza lírica, supo representar como ningún otro al hombre mitad rural mitad urbano. La pérdida de la aldea originaria, la muerte que es subvertida por el sueño y la remembranza. El tiempo inmóvil en el que el poeta parece permanentemente encontrarse y la búsqueda de paraíso extinto a través del amor, la locura y el sueño. Su obra poética fue recopilada en "Obra Poética 1971-1996" por Ediciones "El otro, el mismo", Rectorado de la Universidad de los Andes en 2001.

## Obra poética
- 1971, Todos han muerto, en España reeditado por Candaya (2006).
- 1972, Cartas a la extraña
- 1975, Arte de anochecer
- 1985, Fuerza del día
- 1996, Culpas de juglar
- 2006, Elegías y olvidos

## Ensayos
- 1982, La hoguera de otra edad. Aproximación a dos grupos literarios: El techo de la ballena y Tabla redonda
- 1990, Poesía española (Novísimos y Postnovísimos)
- 1992, El padre, imagen y retorno (La imagen del padre en la poesía venezolana contemporánea)
- 1994, Lector de travesías (Estudios sobre la poesía de Luis Camilo Guevara, Rafael Cadenas y Víctor Valera Mora.